# BL Crucis

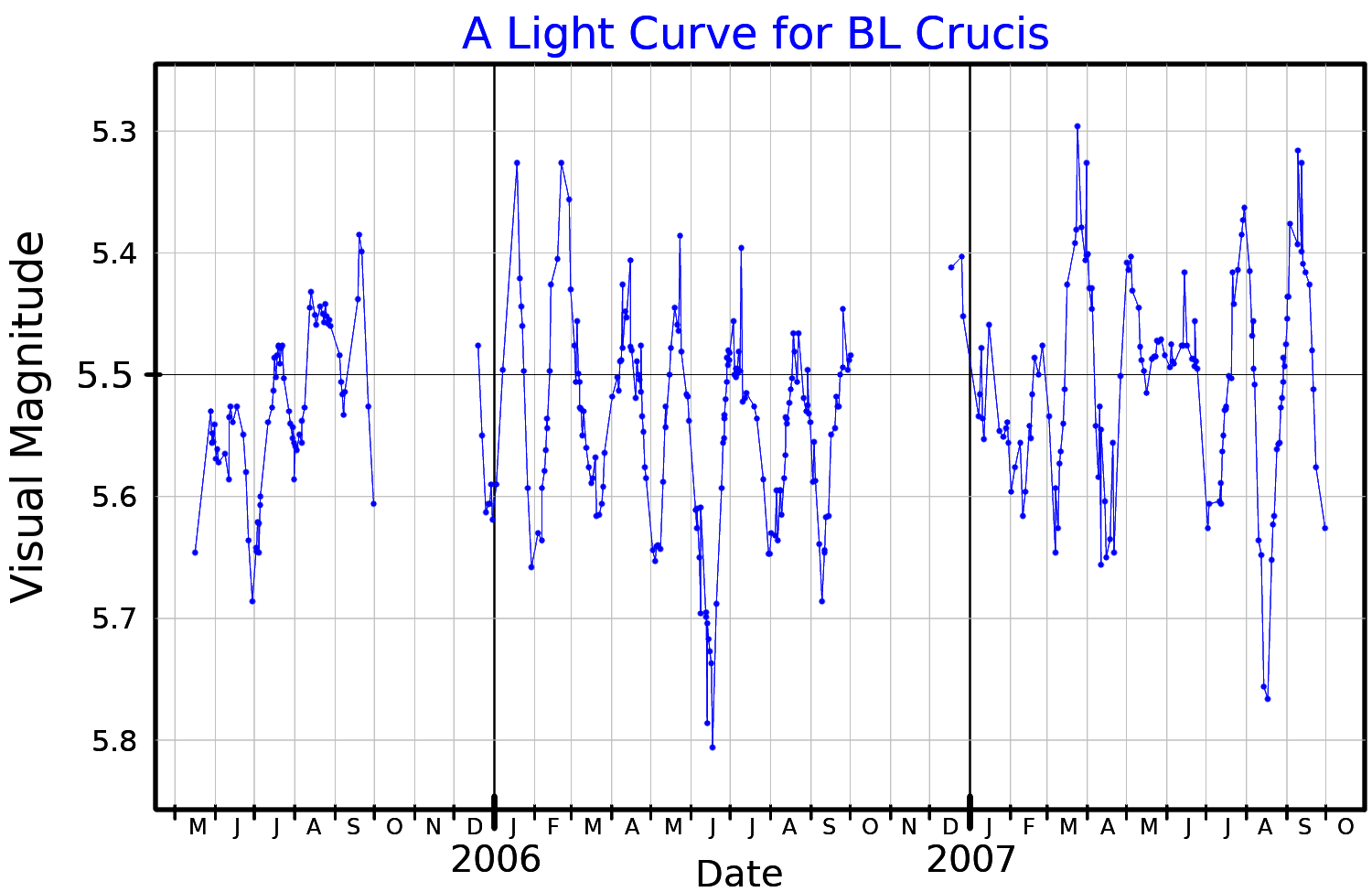
Curva de luz (banda visual) de BL Crucis

BL Crucis é uma estrela variável na constelação de Crux. Com uma magnitude aparente visual de 5,50, pode ser vista a olho nu em locais com pouca poluição luminosa. Com base em medições de paralaxe, está localizada a aproximadamente 480 anos-luz (147 parsecs) da Terra.
BL Crucis é uma gigante vermelha com um tipo espectral de M4.5 III. É uma variável semirregular com três períodos reconhecíveis de 30,7 dias, 42,3 dias e 43,6 dias, com amplitude de magnitude de 0,064, 0,082 e 0,109 respectivamente. Não possui estrelas companheiras conhecidas.